# Адмірал
Адміра́л (нід. admiraal, від араб. амир аль бахр — "владика на морі") — військове звання (чин) вищого офіцерського складу у військово-морських флотах. 
Адміральське звання вище від віцеадмірала, але нижче від адмірала флоту. 
У ВМС України найвище військове звання вищого морського офіцерського складу, відповідає званню генерала в сухопутних військах і авіації.

## Історія використання
В Європі увійшло до вживання в XII столітті, замістивши використовувані до того грецькі і римські терміни (наварх, дуумвір, префект наваліс та інші). За регламентом парусного флоту адмірал командував кордебаталією (основними силами), віцеадмірал (заступник адмірала) — авангардом, контрадмірал (нижчий адміральський чин) — ар'єргардом. У першій чверті XVIII століття були також звання арир-адмірал і шаутбенахт (що збереглися в інших країнах), відповідні чину контрадмірала.

### Московська держава та Російська імперія
Перші флотські чини з 1696 року (початок Воронізького флоту), приносили з собою закордонні спеціалісти наймані на службу до Московської держави.
Згідно Морського статуту 1720 року до вищого офіцерського складу флоту («флагмани»), належали чотири чини, шаутбенахт, віцеадмірал, адмірал та генерал-адмірал. Усі чини окрім генерал-адмірала несли уточнення до якого з прапорів вони належать, білого, синього чи червоного. 
Ці чини як адміральські увійшли до Табелі про ранги 1722 року. Згідно табелю про ранги, генерал-адмірал належав до І, найвищого, класу, та відповідав чину генерал-фельдмаршал та канцлера, адмірал належав до ІІ класу, що відповідало чинам генерал-аншефу та дійсному таємному раднику, віцеадмірал став належати до III класу, що відповідало чинам генерал-поручника та таємного радника, шаутбенахт належав до IV класу. Що відповідало чинам генерал-майора та дійсного статського радника.
З 1740 року чин шаутбенахт, замінюється на контрадмірала. 
З 1827 року на еполетах почали вказувати офіцерські знаки розрізнення. Ще до 1827 року було можливо відрізнити, до якого класу належать офіцер (але не його чин), молодші офіцери мали еполети без бахроми, а старші офіцери та адмірали відрізнялися типом торочки. Якщо офіцери мали за знаки розрізнення мали п'ятипроменеві зірочки, відповідні офіцерам армійським, то адмірали та відміну від генералів за знаки розрізнення використовували чорних імперських орлів. Еполети контрадмірала мали по одному орлу, віцеадмірала – по два, адмірала – по три, генерал-адмірала — три з накладеними зверху схрещеними маршальськими жезлами. 
З 1854 року для офіцерів замість еполет вводяться погони, спершу для носіння на шинелі, а з 1855 року для усіх видів одягу. Еполети поступово стають лише аксесуаром парадного однострою. Оскільки на еполетах клас офіцера можливо було розпізнати за бахромою (п'ятипроменеві зірочки були однакового розміру для всіх класів), з'являється особлива технологія виробництва офіцерських погонів. При виготовленні офіцерського погона спочатку брався солдатський кольоровий погон і на нього нашивали дві чи три золоті галунні смужки. Смужки нашивалися не впритул одна до одної, таким чином, щоб залишалася невелика кольорова смужка (просвіт). На адміральських погонах, галун викладався зигзагом (генеральський зигзаг). 
Після Лютневої революції 1917 року російським Тимчасовим урядом наказом Морського міністра № 125 від 16 квітня 1917 року вводяться зміни у формі одягу чинів флотів і Морського відомства, вводяться нові знаки розрізнення, для уніфікації з іншими країнами. Скасовуються погони, а знаки розрізнення переносяться на рукава, у вигляді комбінації галунних стрічок. Адмірали за знаки розрізнення мали: один широкий галун з завитком і два широких без завитка; зверху від галунів п'ятипроменеві зірочки: у контрадміралів – одна зірочка, у віцеадміралів – дві, а у адміралів – три (трикутником). 
16 грудня 1917 року після Жовтневого перевороту декретом радянського керівництва було скасовано чини, звання та титули часів Російської імперії. Адміральські чини ще деякий час використовувався у Білій армії (1917—1921).

### Україна початку ХХ століття
У Військово-морських силах Української держави був присутній вищий прошарок, який мав назву «адміралітет», до які входили звання: контрадмірала, віцеадмірала та адмірала флоту. 
Особливістю адміральських знаків розрізнення був галун з «генеральським зигзагом», нижче від якого були хвилясті галунні смужки. Кількість яких залежала від звання носія: у контрадмірала – один, у віцеадмірала – два, а у адмірала, відповідно три. Вище від галунних смуг розташовувався герб України накладений на якір.

### СРСР
Після скасування персональних військових звань, в Радянській Росії (а з 1922 року в СРСР) склалася система вжитку посадових рангів. Ще наказом від 16 січня 1919 року в Радянській Росії затверджуються посадові знаки розрізнення РСЧА, генетично не пов’язані з попередніми знаками розрізнення російської імперської армії. Знаки розрізнення Червоного Флоту, як і попередні часів Тимчасового уряду базувалися на комбінації стрічок різної ширини. Вже у 1924 році наказом Революційна військова рада СРСР №807 від 20 червня 1924 року були затверджені командно-стройові посади , з відповідними знаками розрізнення.
22 вересня 1935 року у СРСР були введені персональні військові звання. Система військових звань здебільшого збігалася з колишньою системою військових чинів Російської імперії. Вищій командний склад мав звання не споріднені з імперськими і називалися «флагманами».
У 1940 році були введені генеральські та адміральські звання, які не мали прямого співвідношення з попередніми званнями вищого командного складу. Декілька змінилося співвідношення звання у сухопутних силах до звання корабельного складу ВМС капітан І рангу перестав належати до вищого командного складу (ставши найвищим у старшому), у який тепер входили звання: контрадмірала, віцеадмірала, адмірала та адмірала флоту. Одночасно були введені нові звання для інженерів корабельного складу: інженер-контрадмірал, інженер-віцеадмірал, інженер-адмірал.
За знаки розрізнення адмірали отримали золоті галунні стрічки на рукава, подібні до попередніх у вищого командного складу. Приналежністю вищого складу була широка стрічка вище якої була певна кількість середніх в залежності від звання: одна - контрадмірал (як у флагмана 2-го рангу), дві – віцеадмірал (як у флагмана 1-го рангу), три – адмірал (як у флагмана флоту 2-го рангу) і чотири у адмірала флоту (ці знаки розрізнення раніше не використовувалися).
З 1943 року в обіг вводяться погони які у сержантів, старшин та офіцерів були майже подібні до погонів колишніх Імперських армії та флоту. Погони адміралів, на відміну від імперських часів, були подібні до генеральських погонів і мали від однієї до чотирьох зірочок. Але на відміну від генеральських зірок, адміральські були п’ятипроменевими з сяйвом між променями. Також були збережені і смужки на рукавах. 
З 1945 року. Знаками розрізнення адміралу флоту, замість чотирьох зірочок, стала одна велика зірка, під гербом СРСР.
Згідно з наказом Президії ВР СРСР від 3 березня 1955 року, замість звання «адмірал флоту», було введене нове звання «адмірал флоту Радянського Союзу» , яке відповідало званню «маршал Радянського Союзу». Знаками розрізнення була одна велика зірка на погоні, звершу від якої був герб СРСР.
Згідно з наказом Президії ВР СРСР від 28 квітня 1962 року, звання «адмірал флоту» було поновлено. Для забезпечення уніфікації зі званнями у Сухопутних силах (відповідало званню «генерал-полковник». За знаки розрізнення були погони на яких було по одній великій зірці. 
Згідно з наказом Президії ВР СРСР від 18 листопада 1971 року, була проведена чергова уніфікація військових звань. У офіцерів технічної служби, з назви звання зникає «технічної служби», натомість додається «інженер». Серед адміральських звань з’являються: контрадмірал-інженер, віцеадмірал-інженер, адмірал-інженер.    
Ці звання проіснували до розпаду СРСР у 1991 році.

### Військово-Морські Сили Збройних Сил України(з1991року)
Збройні сили України які утворилися під час розпаду СРСР, перейняли радянський зразок військових звань, а також радянських знаків розрізнення. Серед адміральських звань які стали використовуватися в ВМС України зосталися: контрадмірал (відповідає генерал-майору), віцеадмірал (відповідає генерал-лейтенанту) та адмірал (генерал-полковник).
Знаки розрізнення залишилися майже у відповідності, контрадмірал мав на погонах одну п'ятипроменеві зірочку та одну середню стрічку над широкою, віцеадмірал – дві зірочки та дві стрічки, адмірал – три зірочки та три стрічки. На погонах присутній генеральський зигзаг.
5.07.2016 року Президент України затверджує «Проєкт однострою та знаки розрізнення Збройних Сил України». В Проєкті серед іншого розглянуті військові звання та знаки розрізнення військовослужбовців. Змінюються знаки розрізнення військовослужбовців, відходячи від радянського зразку. 
20.11.2017 виходить наказ Міністерства оборони України № 606 де уточнюються правила носіння і використання однострою військовослужбовцями. Для корабельного складу ВМС знаками розрізнення стають стрічки на рукавах та на погонах, у адміралів на погонах розташовані чотирипроменеві зірочки (як у офіцерів та генералів Сухопутних сил та ВПС) над генеральським орнаментом. 
Знаки розрізнення адміралів деяких країн світу

Нашивка адмірала Королівських ВМС Великої Британії
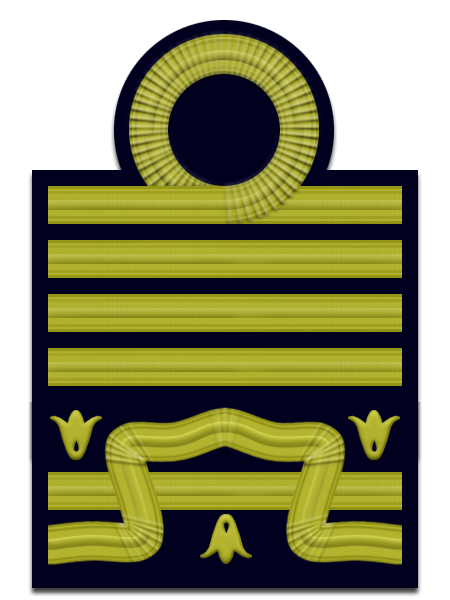
Нашивка адмірала італійських ВМС
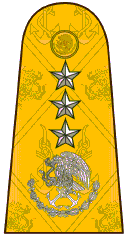
Погон адмірала мексиканських військово-морських сил
Погон адмірала ВМС Польщі
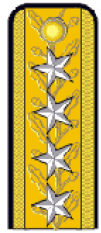
Погон адмірала румунських військово-морських сил
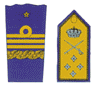
Адмірал ВМС Іспанії
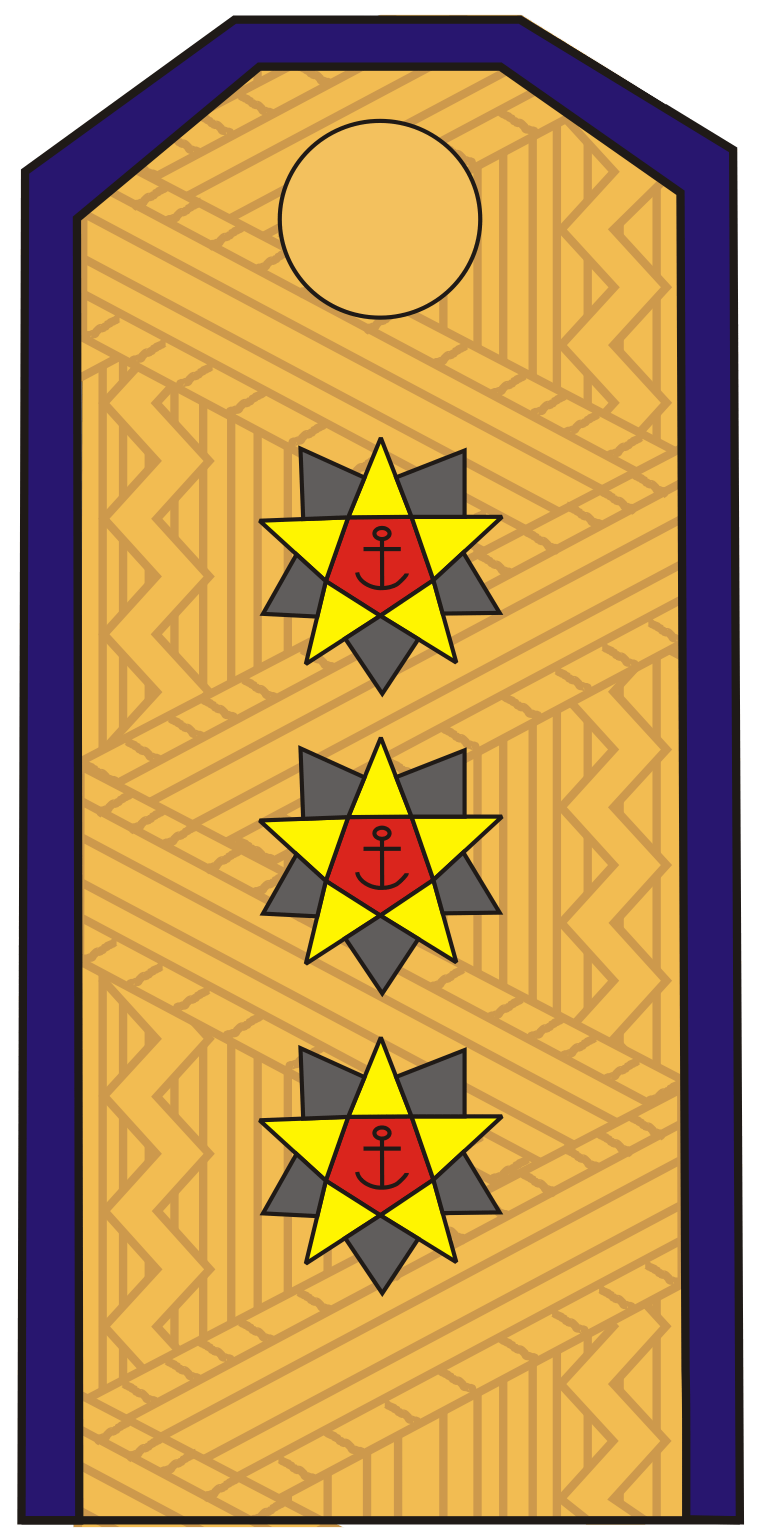
Погон адмірала ВМФ СРСР
Погон адмірала ВМС США
Нашивка адмірала ВМС Франції
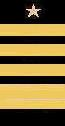
Нашивка адмірала чилійських військово-морських сил
Нашивка адмірала шведських військово-морських сил